# 紅の空
『紅の空』（くれないのそら）は1962年（昭和37年）3月21日に公開された日本の特撮映画。カラー、東宝スコープ。映倫No.12715。同時上映は『妖星ゴラス』。

## 概要
『紅の海』（1961年）に続いて谷口千吉が監督を務めた、東宝の活劇シリーズ第2弾。主演の加山雄三、夏木陽介、佐藤允は、本作品で「爆発トリオ」と銘打たれた。
セスナ機の飛行シーンにはミニチュア特撮が用いられた。特殊技術撮影の有川貞昌が、特技監督の円谷英二に代わって演出も手掛けた。

## あらすじ
片桐航空に務める西江哲郎は、善意で起こした不祥事によって謹慎中だったが、ある日、彼のもとをスカイラーク開発の鴨田と名乗る男性が訪れ、イナンバ島までの運び屋を依頼される。謹慎中の哲郎に代わり、その役を引き受けた親友の木賊大助は、道中に竜と名乗る男性を拾い、日本へ連れて帰ってくる。その後、鴨田は事あるごとに片桐航空に怪しい仕事を頼むようになり、片桐航空の面々は訝しみながらも協力する。
そんなある日、スカイラーク開発を那須謙太郎と名乗る不遜な男性が訪れ、竜が交通違反で逮捕されたことを明かす。実は竜と鴨田はある犯罪に関与しており、竜の逮捕から足がつくことを恐れた鴨田らは、片桐航空を通じて国外逃亡を企てる。

## キャスト
- 那須謙太郎：加山雄三
- 木賊大助：佐藤允
- 西江哲郎：夏木陽介
- 片桐栄子：若林映子
- 教会の娘：藤山陽子
- マリ：水野久美
- 片桐周治：志村喬
- 榎本勝雄：松村達雄
- 鴨田専務：中丸忠雄
- 左キキの男：田中邦衛
- 竜と呼ぶ男：天本英世
- 金岡：沢村いき雄
- 小松田刑事：土屋嘉男
- 飯塚：大木正司
- お蝶さん：飯田蝶子
- 警視庁係長：田島義文
- 整備員：中山豊
- イナンバ島の男：岩本弘司、高木弘、小川安三
- 敏坊：小串丈夫
- 病院の医師：佐田豊
- 人の好いお巡りさん：桜井巨郎
- 神父：村上冬樹
- 医者：池田生二
- 荒木保夫
- 細川隆一
- 三井紳平
- 奈良優一

## スタッフ
- 監督：谷口千吉
- 製作：田中友幸、三輪禮二
- 脚本：関沢新一
- 撮影：内海正治
- 航空撮影：斎藤孝雄
- 美術：竹中和雄
- 録音：藤好昌生
- 照明：猪原一郎
- 音楽：佐藤勝
- 整音：下永尚
- 監督助手：竹林進、児玉進
- 編集：黒岩義民
- 現像：東洋現像所
- 製作担当者：島田武治
- 特殊技術
  - 撮影：有川貞昌、富岡素敬
  - 美術：渡辺明
  - 照明：岸田九一郎
  - 合成：泉実
  - 製作担当者：成田貫
- 協力：藤田航空株式会社（旧日本遊覧航空）

### スタッフ（ノンクレジット）
- 特殊技術
  - 編集：石井清子[要出典]
  - 光学撮影：黒川博通[要出典]
  - 特殊効果：山本久蔵[要出典]
  - 石膏チーフ：利光貞三[要出典]
  - 繰演：中代文雄[要出典]
  - 監督助手：浅井正勝[要出典]
  - 撮影助手：唐沢登喜麿、真野田陽一、川北紘一、山本武[要出典]
  - 美術助手：井上泰幸、入江義夫[要出典]
  - 背景：鈴木福太郎、島倉二千六、小島耕司[要出典]
  - 石膏助手：安丸信行[要出典]